# Sáta
Sáta (em grego: Σάτα) é uma vila cretense da unidade regional de Retimno, no município de Amári, na unidade municipal de Curítes. Situada a 320 metros acima do nível do mar, próximo a ela estão as vilas de Rízicas e Vatiacó. Segundo censo de 2011, têm 3 habitantes.